# Ulster Grand Prix

Trasa wyścigu Ulster Grand Prix

Ulster Grand Prix – drogowy wyścig motocyklowy, który odbywa się na torze Dundrod Circuit w pobliżu Belfastu (Irlandia Północna). Pierwszy raz został on rozegrany w 1922 roku. W roku 1935 i 1948 Fédération Internationale de Motocyclisme nadała mu status Grand Prix d'Europe. W 1949 Ulster Grand Prix zostało włączone jako trasa inauguracyjna do motocyklowego sezonu wyścigowego, miejsce to w kalendarzu wyścigów zajmowało do 1971 roku. W latach 1982–1986 było częścią mistrzostw świata Formuły TT. Według organizatorów, jest to najszybszy wyścig drogowy na świecie.